# Torre de María Martín
La Torre de María Martín son los restos de una torre medieval cuya función era la de atalaya o torre vigía, situada en la cima de un cerro al Sur de una gran cortijada homónima, desde el cual se domina esta. Se encuentra en el término municipal de Fuerte del Rey, provincia de Jaén, a unos 4'5 km de éste.

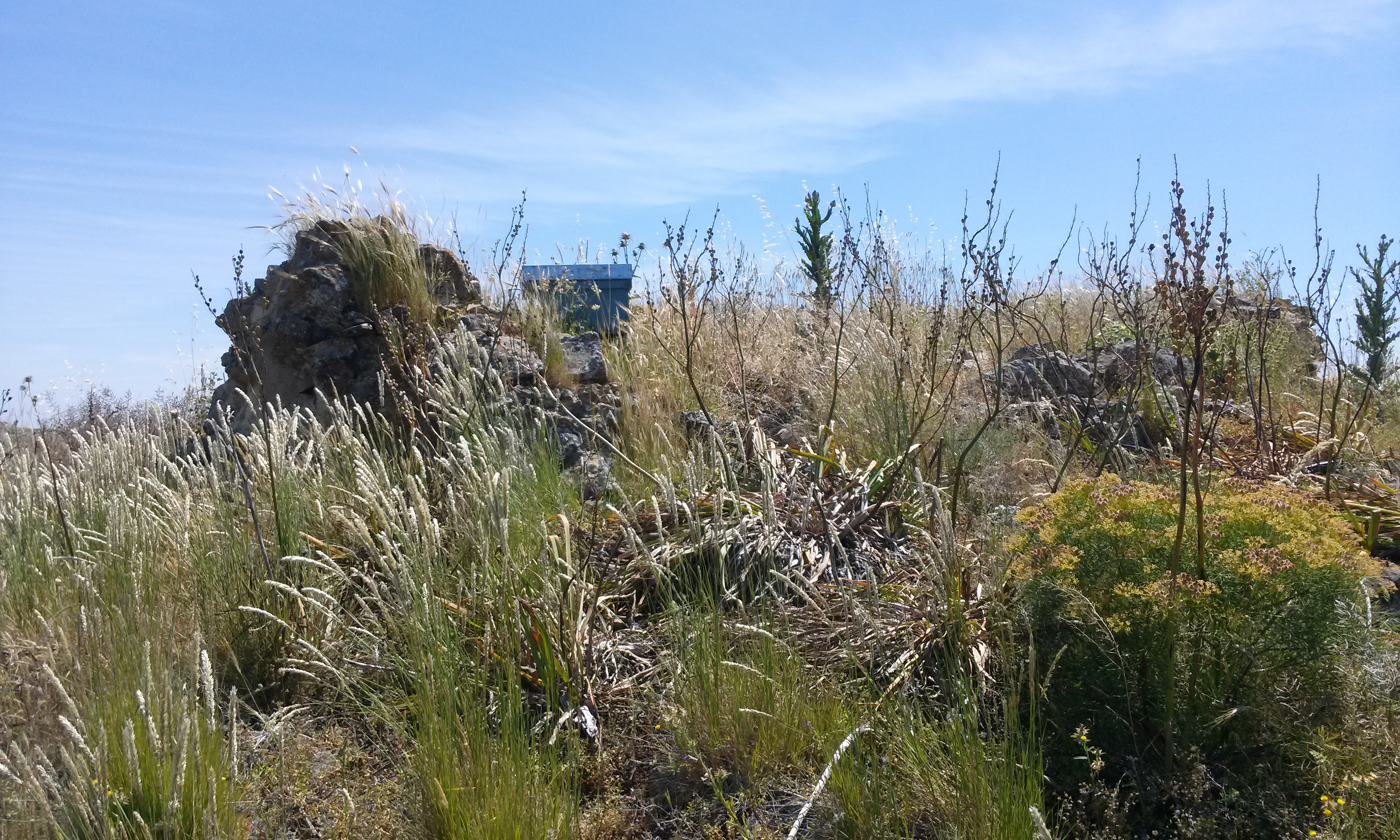
Ruinas de la torre

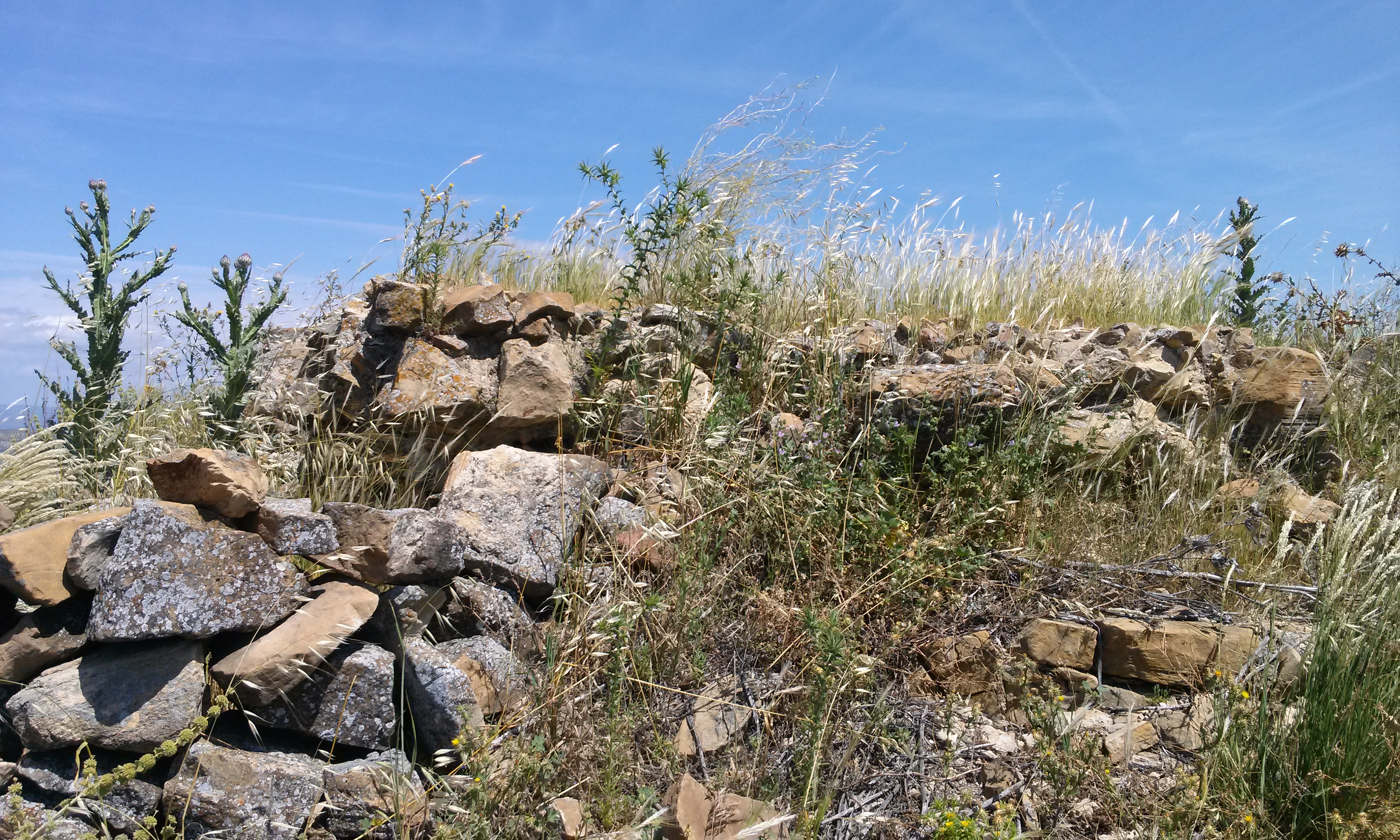
Arranques de la torre

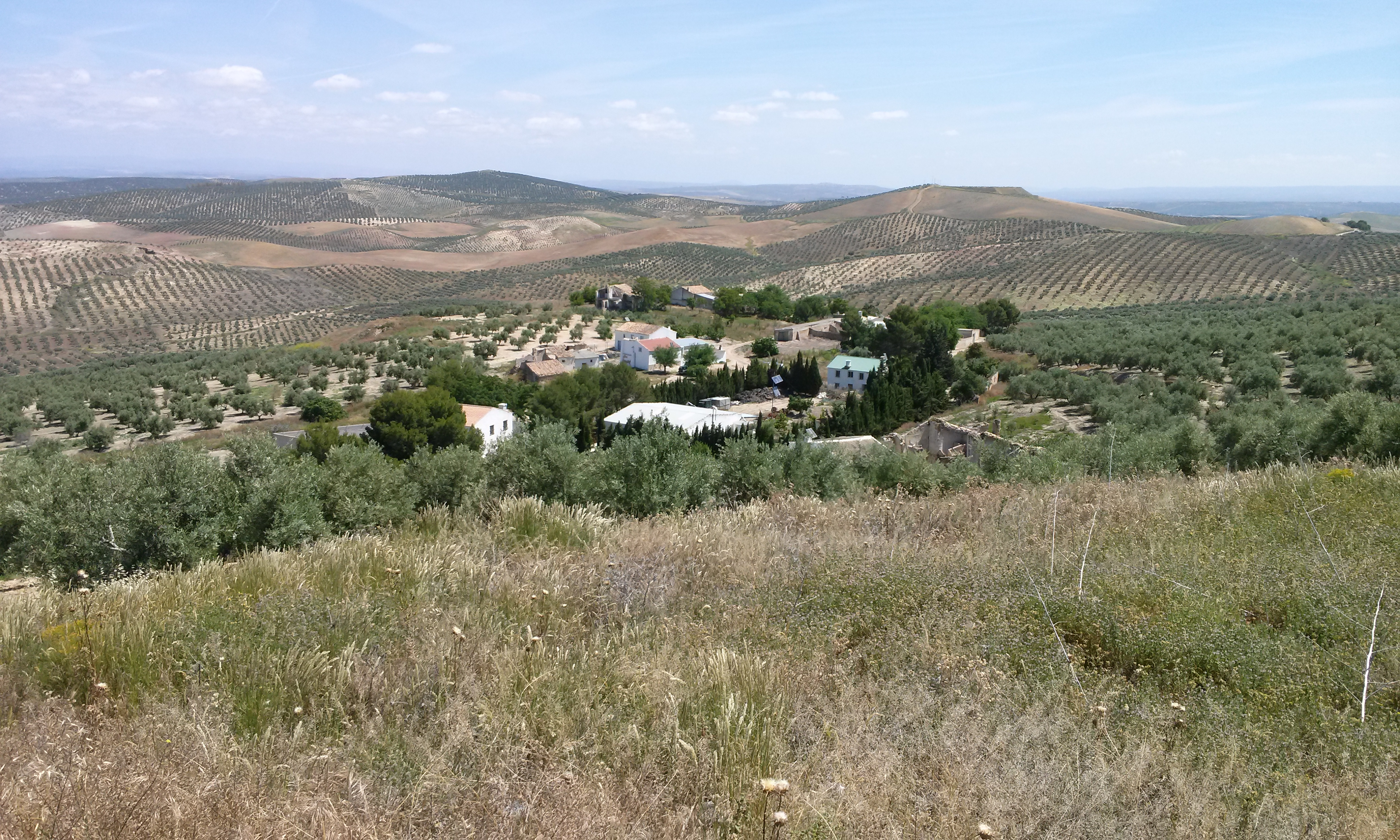
Cortijada de La Torre de María Martín

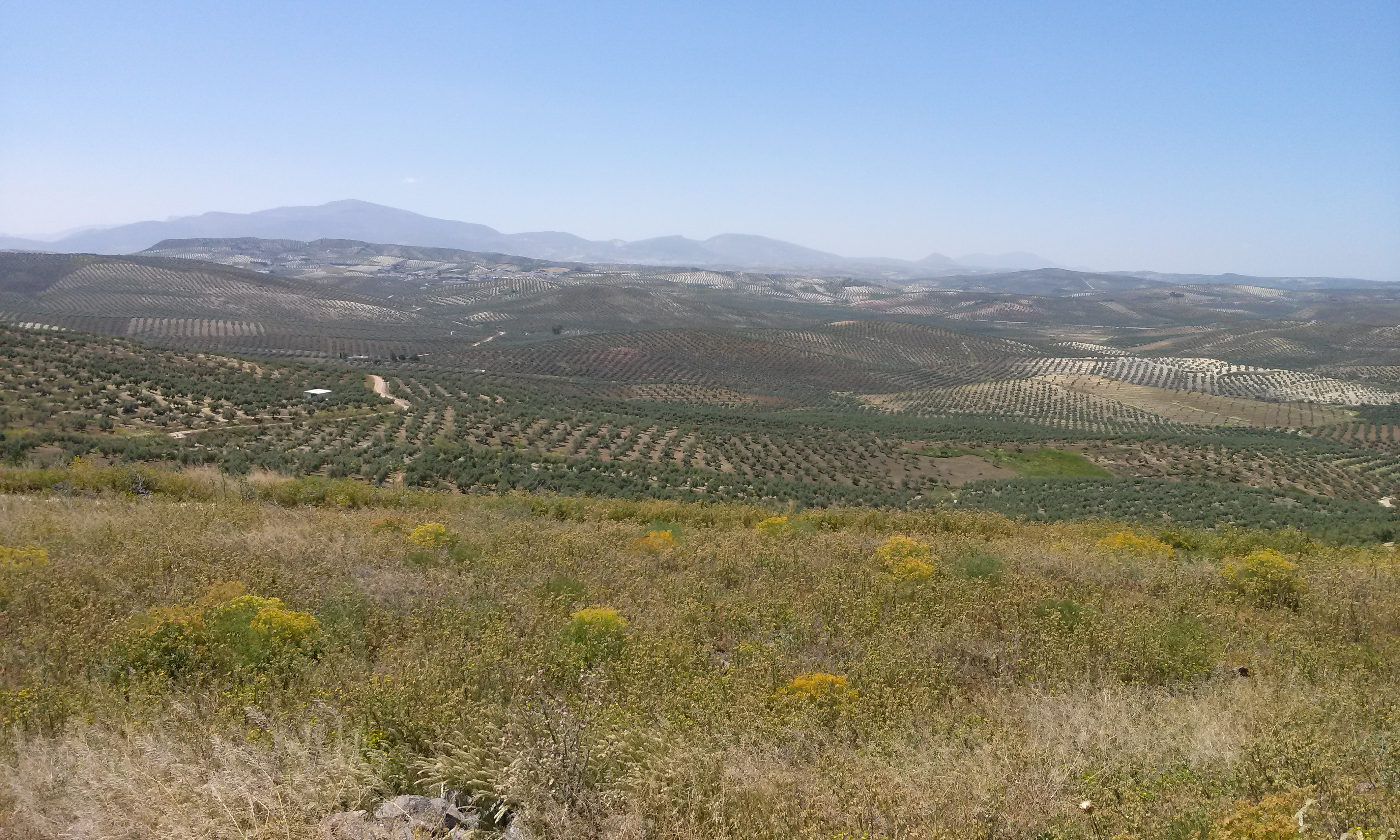
Vistas hacia el Sur

## Descripción
El yacimiento presenta en superficie el alzado de una torre medieval, circular, que se apoya sobre otra construcción de planta cuadrada, que posiblemente corresponda a una turris ibérica. Junto a estos restos, en la ladera Norte, se localiza una dispersión de tégulas, terra sigillata, etc., de época romana, cerámicas pintadas islámicas y vidriadas claramente cristianas.
La planta de la torre es circular, unos 8 metros de diámetro y muros de hasta dos metros de grosor. Es destacable que la torre sea de planta circular, ya que solo se conocen otras dos circulares en toda la Campiña Occidental de Jaén, la del Berrueco y la de Cazalilla.

## Historia
La torre se sitúa sobre una antigua fortificación iberorromana, abandonada muy probablemente en época altoimperial, para ser retomada en época bajoimperial tardía. Además hay presencia de cerámicas islámicas del siglo XII y XIII, así como de la época bajomedieval cristiana.
En 1397 la heredad de la Torre de María Martín, que con seguridad existía ya antes de 1368, pertenecía a los herederos de Sancho Díaz de Torres, Adelantado de Cazorla. Podría ser que la heredad por aquellos entonces solo estuviera compuesta por la torre y sus tierras para ser labradas, procediendo los labradores de aldeas cercanas como Fuente del Rey o Cazalilla.
En 1401 ya se menciona la existencia de un cortijo, el cual tenía dehesa boyal propia, por lo que fue visitada por miembros del cabildo giennense para revisar sus mojones y límites.
En 1410 es visitada su dehesa boyal (dehesa privada, dedicada en exclusiva para los ganados de tiro o labranza) de nuevo por el Concejo de Jaén para realizarle otro control, hallándose que había sido acrecentada de manera ilegal.
En 1414 el alcaide de Torredonjimeno Pedro Díaz de Torres compró la mitad del donadío al Convento de San Francisco de Jaén, al cual había sido legado de manos de Catalina Fernández. En 1420 Pedro Díaz realiza una nueva compra de tierras en la Torre de María Martín.
En 1517 es citada en el inventario de bienes del recién fallecido Alonso Cano:

<<...un cortijo e tierras questa en tres pedaços con dos casas pagisas ques la Torremarin termyno de Jahen alinde de la dicha so de la torre Marin...>>

"dos casas pagisas" situadas "so de la torre", es decir, dos casas con el techo de paja, ubicadas en la zona que actualmente ocupa la cortijada.

## Estado de conservación
La torre se encuentra muy destruida, habiéndose conservando apenas sus cimientos, de mampostería irregular. Su mal estado de conservación se debe principalmente a que fue empleada como cantera para la construcción de las viviendas rurales cercanas.